# باتريشيا سويفت بلالوك
باتريشيا سويفت بلالوك (بالإنجليزية: Patricia Swift Blalock)‏ هي ناشطة حقوق الإنسان وأمينة مكتبة أمريكية، ولدت في 9 مايو 1914 في غادسدن في الولايات المتحدة، وتوفيت في 7 سبتمبر 2011 في برمنغهام في الولايات المتحدة.